# 일본의 텔레비전 드라마 목록/ㄴ
일본의 텔레비전 드라마 목록 (ㄴ)에서는 ㄴ으로 시작되는 제목의 일본의 드라마를 서술한다.

## 나
- 나나세 다시 한 번
- 나니와 소년탐정단
- 나만의 마돈나
- 나와 스타의 99일
- 나의 여동생
- 낚시형사
- 날씨 언니
- 남자가 울지 않는 밤은 없다
- 내가 연애할 수 없는 이유
- 내가 있었던 시간
- 내사랑 사쿠라코

## 너
- 너 범인 아니지?
- 너는 펫

## 노
- 노다메 칸타빌레 (드라마)
- 노래 오빠
- 노부나가 콘체르토
- 노부나가의 셰프
- 노부타 프로듀스
- 농담이 아니야!

## 느
- 늦게 피는 해바라기